# Akysis prashadi
Akysis prashadi е вид лъчеперка от семейство Akysidae. Видът е незастрашен от изчезване.

## Разпространение
Разпространен е в Индия (Манипур) и Мианмар.

## Описание
На дължина достигат до 6,2 cm.